# Zentraler Omnibusbahnhof Weimar
Der Zentrale Omnibusbahnhof Weimar (kurz: ZOB Weimar), im Volksmund auch Gummibahnhof genannt, befindet sich in der Hoffmann-von Fallersleben-Straße am Sophienstiftsplatz in der Nähe des Deutschen Nationaltheaters im Zentrum der Stadt Weimar. Insgesamt 11 Halteplätze stehen Omnibusunternehmen im Linienverkehr zur Verfügung. Zusätzlich befinden sich Halteplätze für den Gelegenheitsverkehr, sowie nationalen und internationalen Verkehr an der Paul-Schneider-Straße direkt am ZOB, sowie am Hauptbahnhof Weimar.

## Geschichte
Der Sophienstiftsplatz war historisch (bis 1908) am Kopfbahnhof Weimar-Erfurter Tor der Bahnstrecke Weimar–Kranichfeld und wichtige Umsteigestelle zwischen der roten (1898–1937), blauen und weißen Linie (1908–1937) der Straßenbahn Weimar. Von 1954 bis 1993 gab es Umsteigemöglichkeiten zum Netz des Oberleitungsbusses Weimar. Seit jeher gibt es Umsteigemöglichkeiten zum Stadtbusnetz Weimars.
Am 20. Mai 1933 wurde ein Teil der Lottenstraße in Hoffmann-von-Fallersleben-Straße umbenannt.
Seit den 1920er Jahren bedient die Personenverkehrsgesellschaft Weimarer Land den Busbahnhof Weimar und die erste Linie von Weimar über Bad Berka nach Blankenhain wurde in Betrieb genommen. Zu DDR-Zeiten wurde die Personenbeförderung im Einzugsgebiet von sogenannten Meisterbereichen Personenverkehr des VEB Kraftverkehr Weimar sichergestellt. Der Busbahnhof Weimar wurde bis Ende der 1980er Jahre durch Ikarus 55, Ikarus 66 und bedient. Nach der politischen Wende 1990 wurde am 1. Januar 1990 die OVG Weimar am Standort gegründet, die den Busbahnhof Weimar anfuhr.
Vor 1920 bestand ein hölzerner Kiosk als Servicegebäude am Busbahnhof. Nach 1920 wurde der hölzerne Kiosk durch das heute bestehende Servicegebäude aus Stein ersetzt. In den 1960er Jahren wurde das Servicegebäude umgebaut. Die ehemals geöffneten Verkaufsfenster in Richtung Sophienstiftsplatz wurden geschlossen. Mit der Kappung der Verbindung zum Sophienstiftsplatz geriet das Servicegebäude durch die Wendeschleife in eine Insellage. Das Gebäude ist als Teil des Denkmalensembles Südwestliche Stadterweiterung geschützt.

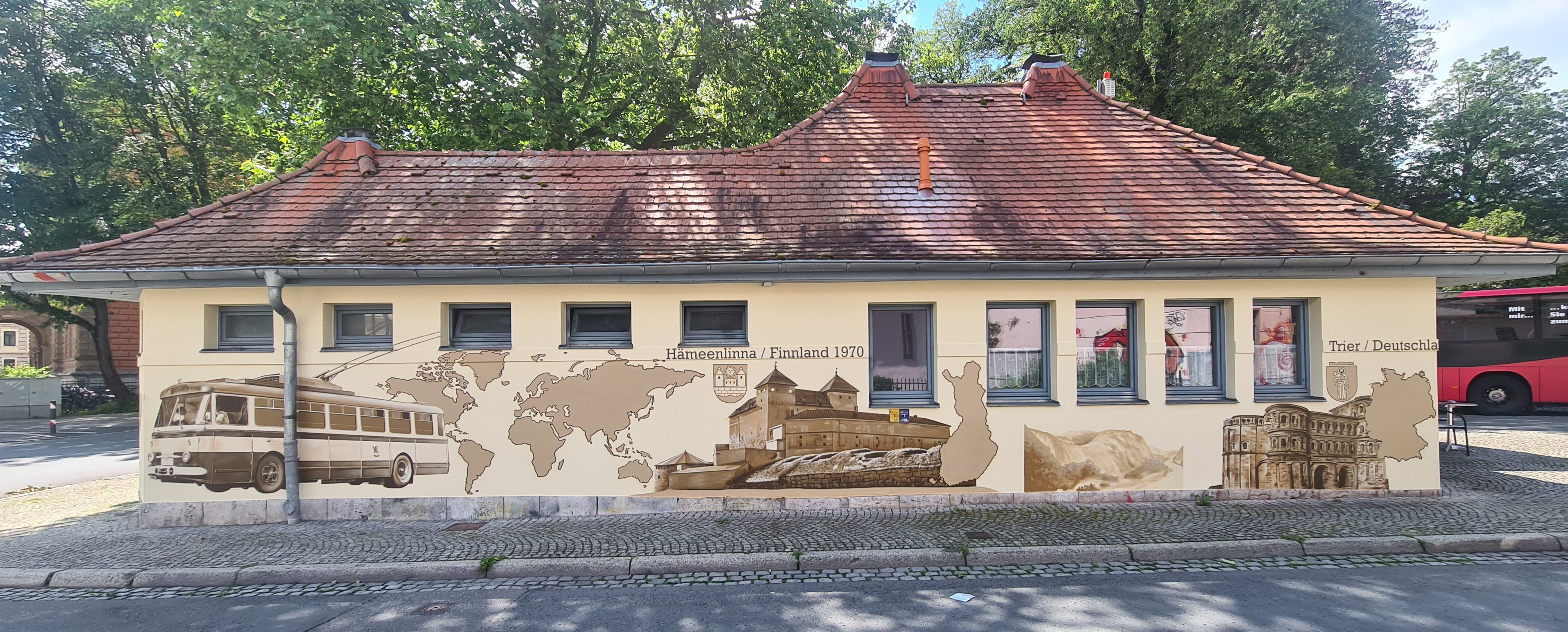
Servicegebäude vom Busbahnhof Weimar nach der Neugestaltung

Bis zum 15. September 2023 konnten Entwürfe für eine künstlerische Neugestaltung des Servicegebäudes eingereicht werden. Der Weimarer Street-Art und Graffitikünstler Nils Jänisch hat den Wettbewerb zur Neugestaltung gewonnen. Zu sehen sind Motive der Partnerstädte von Weimar und ein Oberleitungsbus. Von Anfang Mai bis Anfang Juni 2024 arbeitete er am neuen Anstrich, der illegale Schmierereien verhindern soll.

## Anbindung im Busnetz
Vom Busbahnhof Weimar werden heutzutage Busverbindungen in Weimars Umgebung, wie z. B. nach Niederzimmern, Blankenhain oder Apolda aber auch nationale Verbindungen, z. B. nach Berlin angeboten.
| Steig    | Linie und Ziel |
| -------- | --- |
| Steig 1  | 216 Buttelstedt / Sömmerda                                                                                              |
| Steig 2  | 231 Buttelstedt / Kölleda                                                                                               |
| Steig 3  | 225 Niederzimmern über Gaberndorf 253 Döbritschen / Vollradisroda 253 Großschwabhausen                                  |
| Steig 4  | 226 Rastenberg 226 Buttelstedt Schule                                                                                   |
| Steig 5  | 221 Rudolstadt 221 Blankenhain 221 Bad Berka 237 Kranichfeld 237 Stedten (Ilm)                                          |
| Steig 6  | Betriebshalt |
| Steig 7  | 217 Berlstedt über Ballstedt 218 Haindorf 218 Schwerstedt 219 Vippachedelhausen 219 Thalborn                            |
| Steig 8  | 228 Kromsdorf / Denstedt 228 Pfiffelbach über Oßmannstedt                                                               |
| Steig 9  | 229 Buchfart 229 Großlohma / Kleinlohma 229 Blankenhain über Magdala                                                    |
| Steig 10 | 224 Rohrbach |
| Steig 11 | 233 U.N.O. / Troistedt 233 Erfurt über Isseroda 233 Niederzimmern über Nohra 234 Erfurt 240 Hayn (Grammetal) 281 Apolda |

Umgebung
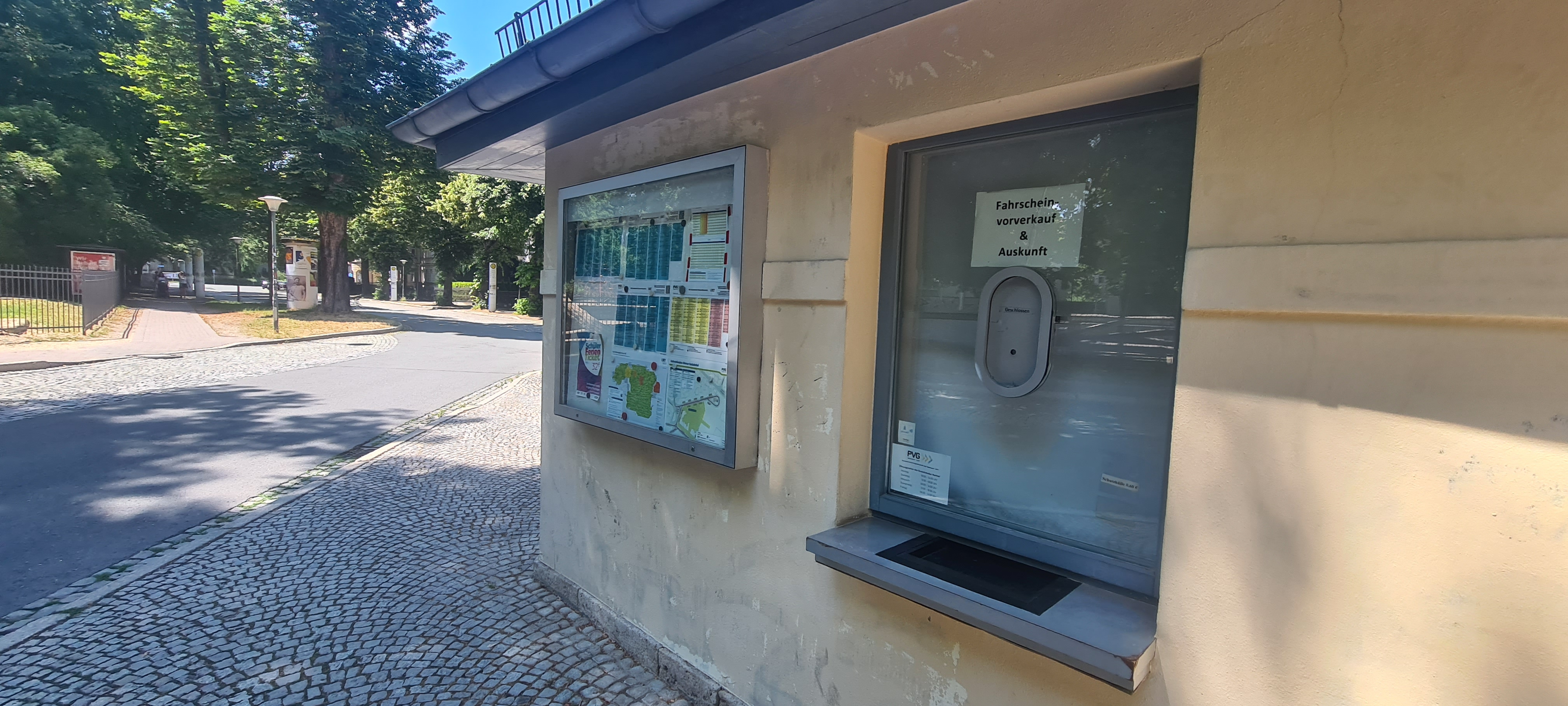
Fahrscheinverkauf und Infotafel Busbahnhof Weimar
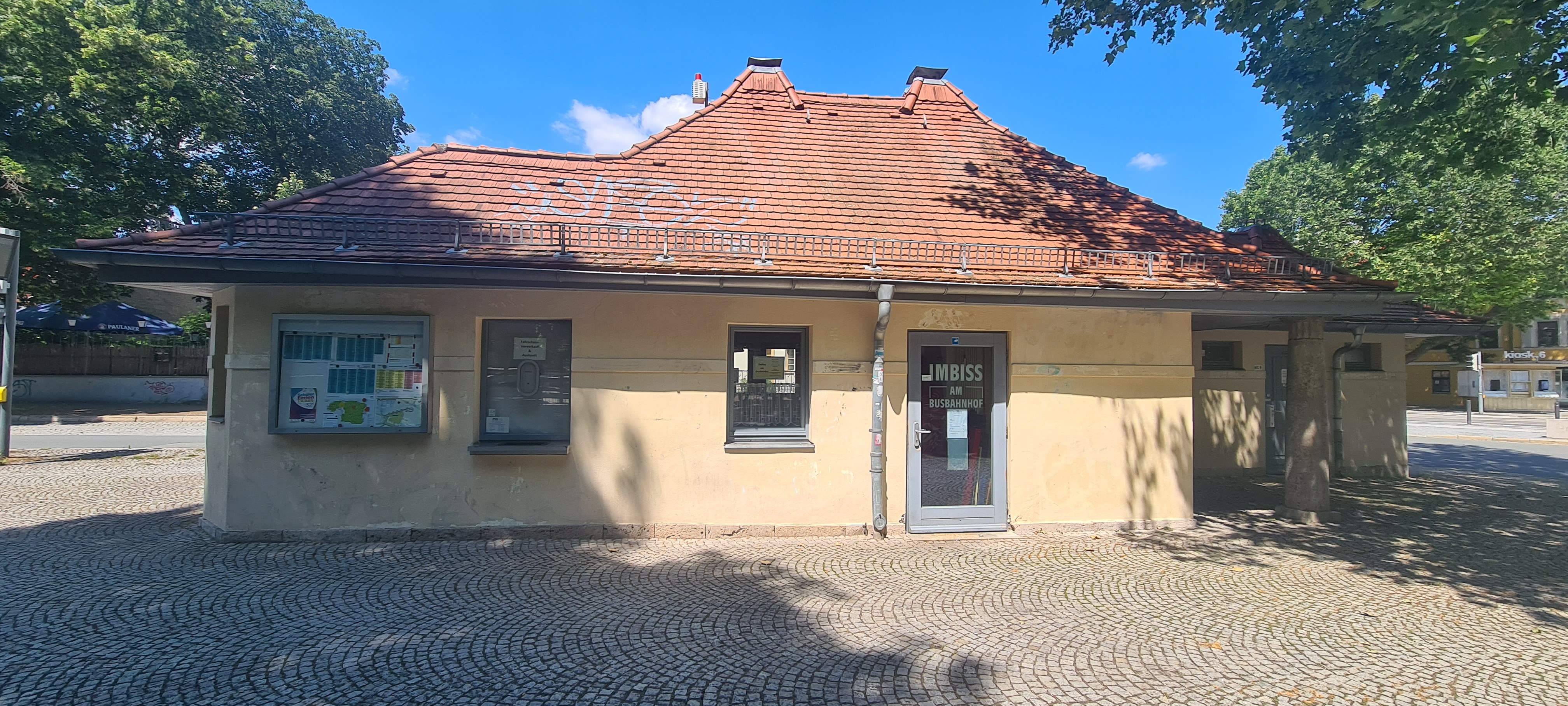
Servicegebäude Busbahnhof Weimar Südseite
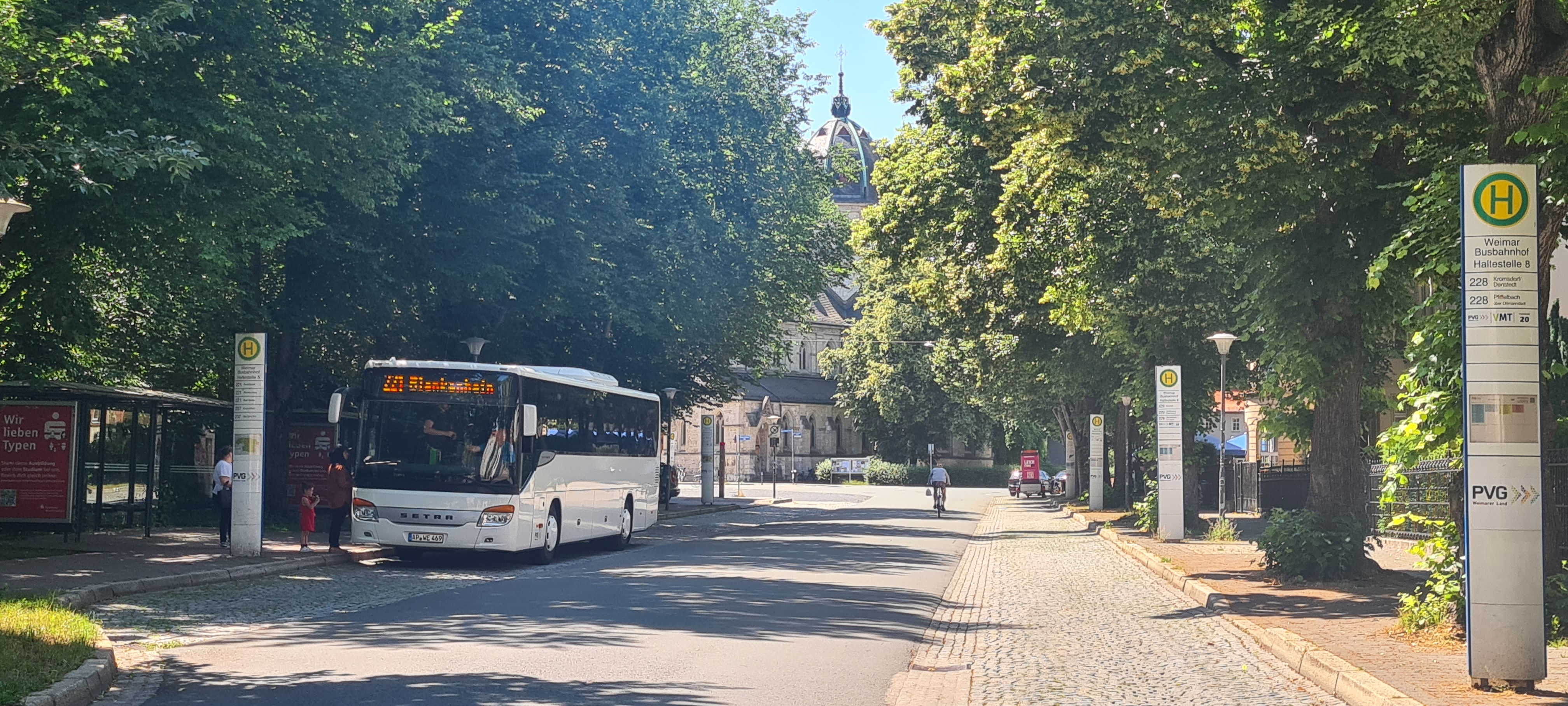
Busbahnhof Weimar mit der Katholischen Kirche im Hintergrund
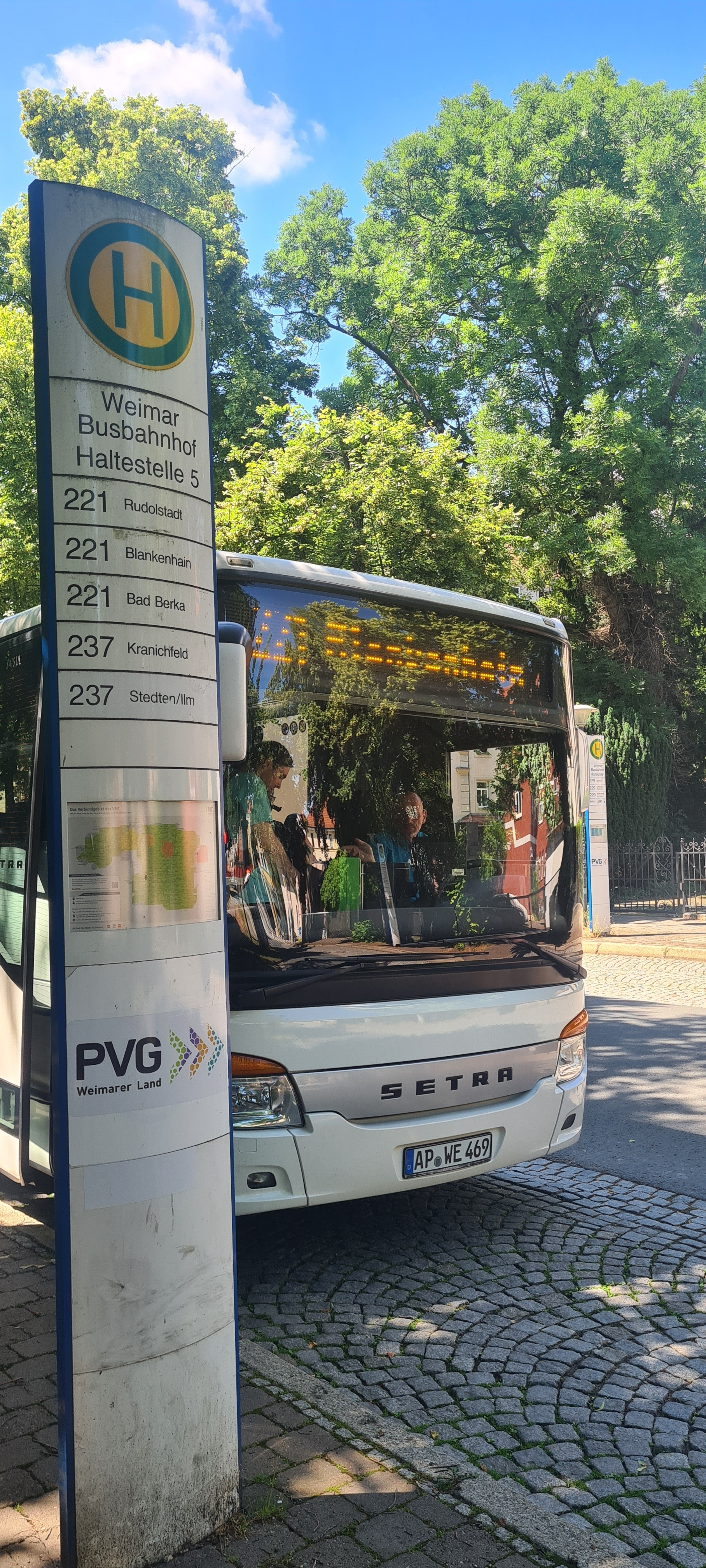
Bus nach Blankenhain